# Parc du mémorial
Le parc mémorial (en ukrainien : Меморіал (пам'ятка природи)) est un parc situé dans la ville de Loutsk, au nord-ouest de l’Ukraine. Il se situe entre l'avenue Vasyl Moisei et de la rue Chopin autour du mémorial Gloire éternelle.

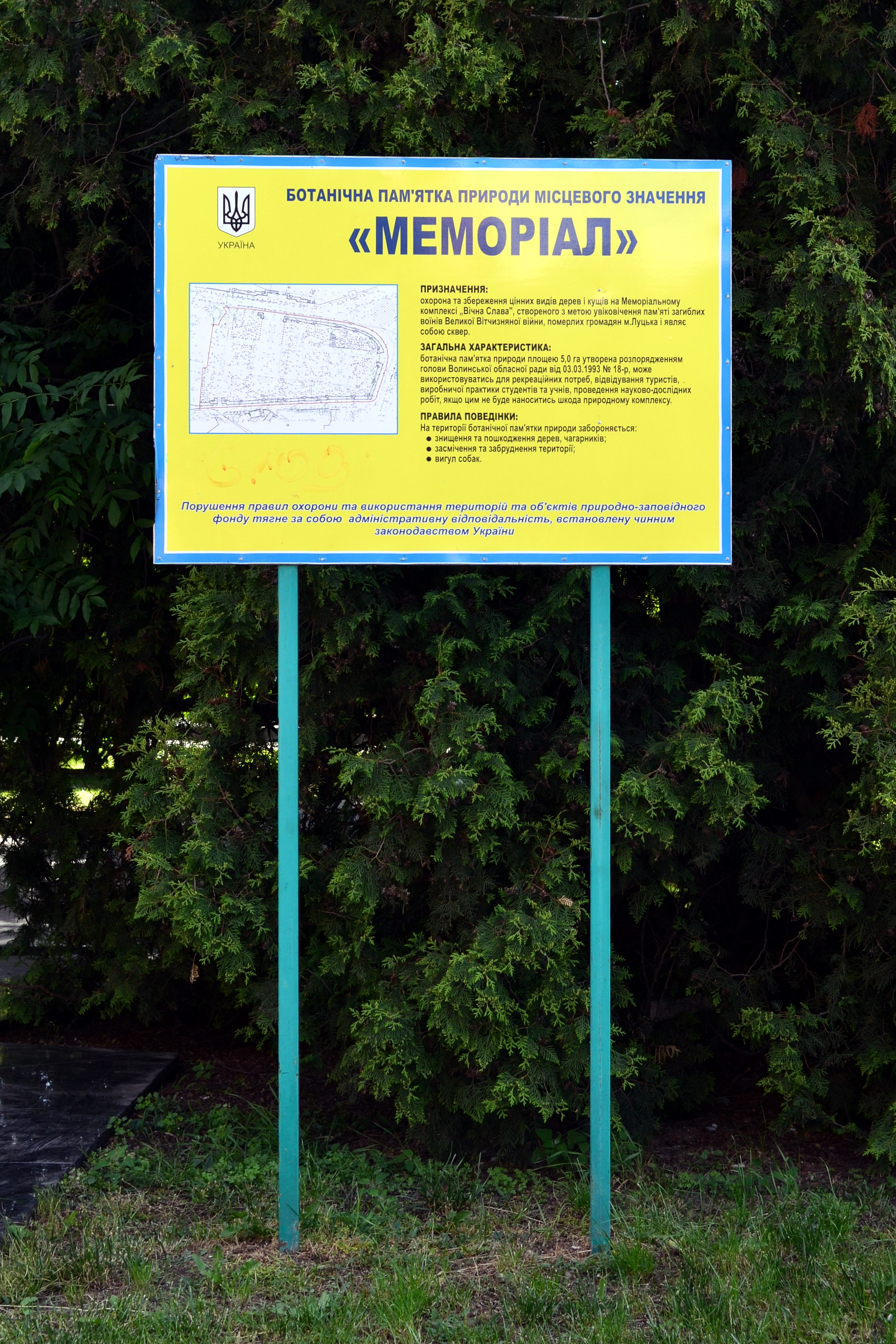
Plan du parc.

## Historique

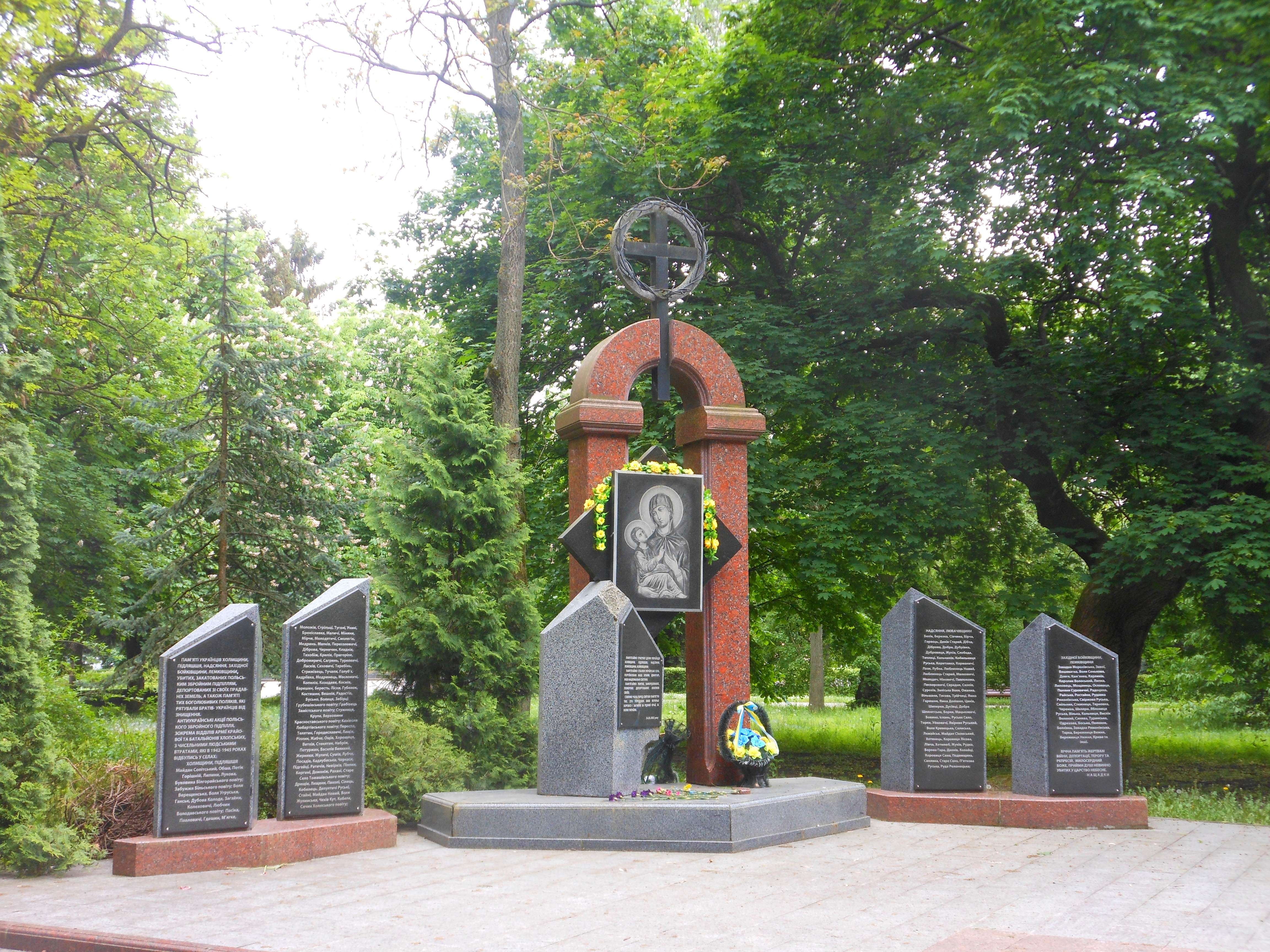
Parties du
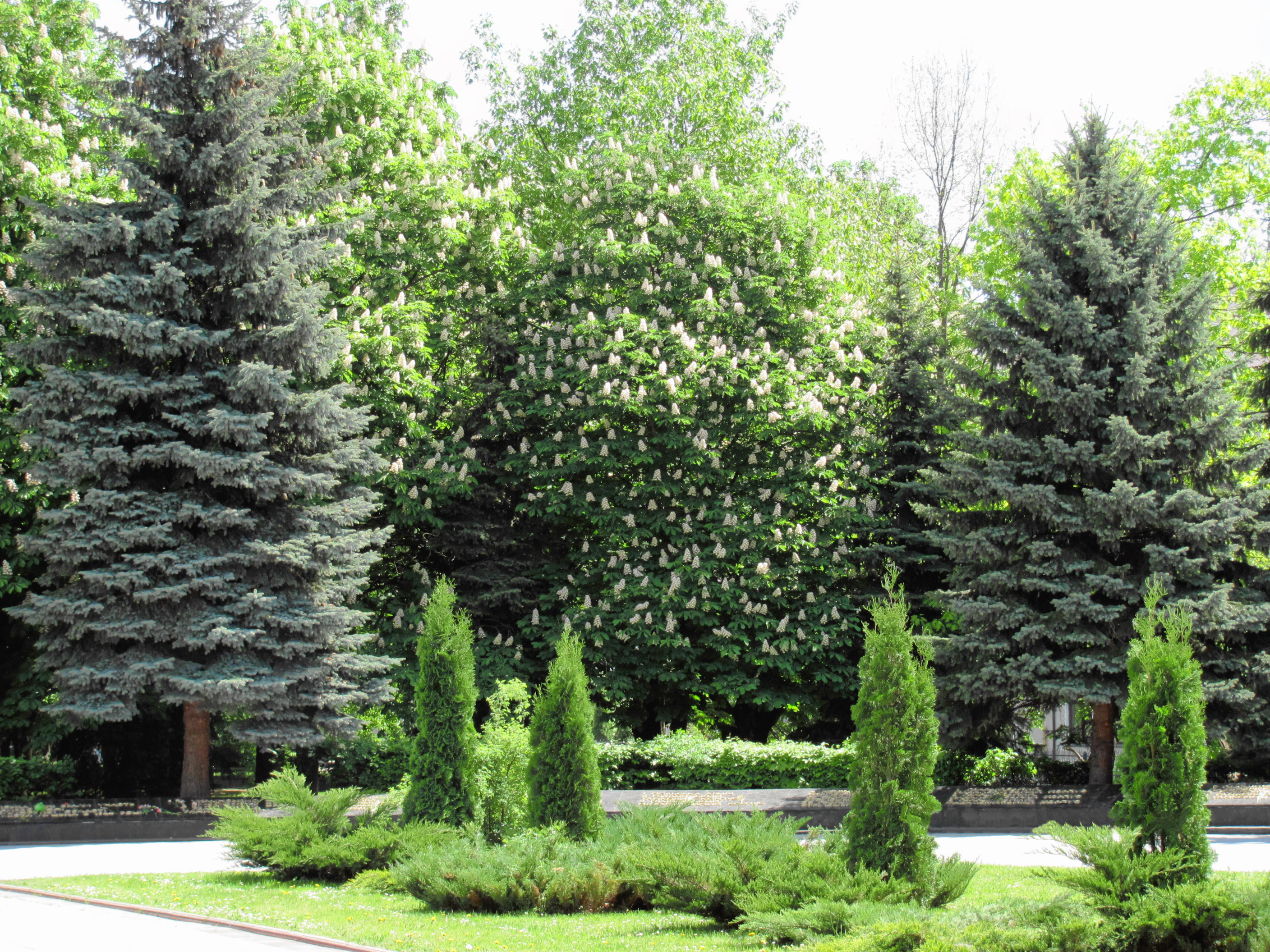
Plantations.